# مسجد ناودي (بيارة)
مسجد ناودي من مساجد العراق التراثية الأثرية القديمة، ويقع على سفوح جبال قضاء حلبجة في ناحية بيارة، بمحافظة السليمانية في شمال العراق، ولقد شيد تزامنا مع بناء وتشييد مسجد خورمال خلال الفتح الإسلامي للعراق على يد الصحابي عبد الله بن عمر بن الخطاب، وكان يحوي على آثار قبر بير محمد الشامي الذي أنتقل إلى هذا المكان مشياً على الأقدام، حيث ما تزال بعض أسس القبر وجدرانه الأثرية ظاهرة للعيان، وتقام في المسجد حالياً الصلوات الخمسة.
تم تعمير المسجد وترميمهُ عدة مرات على نفقة الأهالي وفق طراز البناء الاسلامي الحديث، وما زال في بعض أركانه محافظاً على طابعهِ القديم التراثي.
يحتوي المسجد على مصلى حرم واسع تعلوه قبة وللمسجد منارتان صغيرتان.